# Números muito grandes
Números muito grandes são números que são significativamente grandes daqueles usados normalmente utilizados no cotidiano, por exemplo, na contagem simples ou em transações monetárias. O termo normalmente se refere a grandes inteiros positivos, ou, de forma mais geral, grandes números reais positivos, mas também pode ser usado em outros contextos.
Números muito grandes, frequentemente ocorrem, em áreas como a matemática, cosmologia, criptografia e mecânica estatística. Algumas vezes as pessoas se referem a tais números como sendo "astronomicamente grandes". No entanto, é fácil definir matematicamente números que são muito maiores até do que os usados em astronomia.

## Usando a notação científica para lidar com números grandes e pequenos
A Notação científica foi criada para lidar com a vasta gama de valores que ocorrem em estudo científico. 1,0×109, por exemplo, significa um bilhão, um 1 seguido de nove zeros: 1000000000 e 1,0 × 10−9 significa um bilionésimo, ou 0,000000001. Escrevendo-se 109 em vez de nove zeros poupa os leitores do esforço e do risco de contar uma longa série de zeros para ver o quão grande é o número.

## Grandes números no mundo cotidiano
Exemplos de grandes números descrevendo objetos do mundo cotidiano real são:
- O número de bits em um disco rígido de computador (tipicamente em 2010, em torno de 1013, 500 a 1000 GB)
- O número de células do corpo humano (mais de 1014)
- O número de conexões neuronais no cérebro humano (estimadas em 1014)
- A Constante de Avogadro, o número de "entidades elementares" (usualmente átomes e moléculas) em um mol; o número de átomos em 12 gramas de carbono-12; (aproximadamente 6,022 × 1023 por mol)

## Números astronomicamente grandes
Outros grandes números, no que diz respeito a comprimento e tempo, são encontrados em astronomia e cosmologia. Por exemplo, o atual modelo do Big Bang do universo sugere que ele é de 13,7 bilhões de anos (4,3×1017 segundos) de idade, e que o universo observável é de 93 bilhões de anos-luz em (8,8×1026 metros), e contém cerca de 5×1022 estrelas, organizado em torno de 125 bilhões (1,25×1011) de galáxias, de acordo com observações do Telescópio Espacial Hubble.
Processos combinatórios rapidamente geram números ainda maiores. A função fatorial, que define o número de permutações em um conjunto de objetos fixos, cresce muito rapidamente com o número de objetos. A Fórmula de Stirling dá uma expressão precisa assintótica para esta taxa de crescimento.
Os processos combinatórios geram números muito grandes em mecânica estatística. Estes números são tão grandes que são, tipicamente, apenas se referidos através de seus logaritmos.
Números de Gödel, e números similares usados para representar cadeias de bits na teoria algorítmica da informação, são muito grandes, mesmo para as demonstrações matemáticas da duração razoável. No entanto, alguns números patológico são ainda maiores do que os números de Gödel em suas proposições matemáticas típicas.

## Exemplos
- {\displaystyle 10^{10}} (10.000.000.000), denominado "10 bilhões" (ou algumas vezes, 10.000 milhões).
- googol = {\displaystyle 10^{100}} (10.000.000.000.000.000.000.000.000.000.000.000.000.000.000.000.000.000.000.000.000.000.000.000.000.000.000.000.000.000.000.000.000.000)
- centilhão = {\displaystyle 10^{303}} ou {\displaystyle 10^{600}}, dependendo do sistema de nomenclatura de números
- Googolplex = {\displaystyle 10^{\mbox{googol}}=10^{10^{100}}}
- Googolduplex = {\displaystyle 10^{\mbox{googolplex}}=10^{10^{10^{100}}}}
- Números de Skewes: o primeiro é aproximadamente {\displaystyle 10^{10^{10^{34}}}}, o segundo {\displaystyle 10^{10^{10^{1000}}}}
- Googoltriplex = {\displaystyle 10^{\mbox{googolduplex}}=10^{10^{10^{10^{100}}}}}

### Exemplos de números, em ordem numérica
- ( 1 → Y ) = 1 para cada subcadeia Y
- ( 2 → 2 → Y ) = 4 para cada subcadeia Y
- {\displaystyle 2^{2^{2}}} = ( 2 → 3 → 2 ) = 16
- {\displaystyle 3^{3}} = ( 3 → 2 → 2 ) = 27
- 44 = ( 4 → 2 → 2 ) = 256
- 55 = ( 5 → 2 → 2 ) = 3125
- 66 = ( 6 → 2 → 2 ) = 46.656
- {\displaystyle 2^{2^{2^{2}}}} = ( 2 → 3 → 3 ) = ( 2 → 4 → 2 ) = 65.536
- 77 = ( 7 → 2 → 2 ) = 823.543
- 88 = ( 8 → 2 → 2 ) = 16.777.216
- 99 = ( 9 → 2 → 2 ) = 387.420.489
- 1010 = ( 10 → 2 → 2 ) = 10.000.000.000
- {\displaystyle 3^{3^{3}}} = ( 3 → 3 → 2 ) = ( 3 → 2 → 3 ) = 7.625.597.484.987
- googol = {\displaystyle 10^{100}}
- {\displaystyle 4^{4^{4}}} = ( 4 → 3 → 2 ) = {\displaystyle 1,34078079299\times 10^{154}}
- Número aproximado de volumes de Planck compreendendo o volume  observável do universo = {\displaystyle 8,5\times 10^{184}}
- ( 2 → 5 → 2 ) = {\displaystyle 2^{65536}\approx 2,0\times 10^{19,729}}
- {\displaystyle 10^{10^{10}}=10\uparrow \uparrow 3=(10\uparrow )^{3}1} = (10 → 3 → 2)
- {\displaystyle 3^{3^{3^{3}}}} = ( 3 → 4 → 2 ) = {\displaystyle 10^{3,63833464\times 10^{12}}}
- googolplex = {\displaystyle 10^{10^{100}}}
- ( 2 → 6 → 2 ) = {\displaystyle 2^{2^{65536}}\approx 10^{6,0\times 10^{19.728}}}
- {\displaystyle 10^{10^{10^{10}}}=10\uparrow \uparrow 4=(10\uparrow )^{4}1} = ( 10 → 4 → 2 )
- googolduplex = {\displaystyle 10^{10^{10^{100}}}}
- ( 2 → 7 → 2 ) = {\displaystyle 2^{2^{2^{65536}}}\approx 10^{10^{6,0\times 10^{19.728}}}}
- {\displaystyle 10\uparrow \uparrow 5=(10\uparrow )^{5}1} = ( 10 → 5 → 2 )
- googoltriplex = {\displaystyle 10^{10^{10^{10^{100}}}}}
- {\displaystyle 10\uparrow \uparrow 6=(10\uparrow )^{6}1} = ( 10 → 6 → 2 )
- {\displaystyle 10\uparrow \uparrow 7=(10\uparrow )^{7}1} = ( 10 → 7 → 2 )
- {\displaystyle 10\uparrow \uparrow 8=(10\uparrow )^{8}1} = ( 10 → 8 → 2 )
- {\displaystyle 10\uparrow \uparrow 9=(10\uparrow )^{9}1} = ( 10 → 9 → 2 )
- {\displaystyle (10\uparrow )^{8}783}
- {\displaystyle 10\uparrow \uparrow \uparrow 2=10\uparrow \uparrow 10=(10\uparrow )^{10}1} = ( 10 → 2 → 3 ) = ( 10 → 10 → 2 )
- ( 2 → 3 → 4 ) = ( 2 → 4 → 3 ) = ( 2 → 65,536 → 2 ) {\displaystyle \approx (10\uparrow )^{65531}(6.0\times 10^{19,728})}
- {\displaystyle 3\uparrow \uparrow \uparrow 3=(3\to 3\to 3)\approx 10\uparrow \uparrow 7,6\times 10^{12}}
- {\displaystyle 10\uparrow \uparrow 10^{\,\!10^{10^{3,81\times 10^{17}}}}=(10\to 10^{\,\!10^{10^{3,81\times 10^{17}}}}\to 2)}
- {\displaystyle 10\uparrow \uparrow \uparrow 3=(10\uparrow \uparrow )^{3}1} = ( 10 → 3 → 3 )
- {\displaystyle (10\uparrow \uparrow )^{2}11}
- {\displaystyle (10\uparrow \uparrow )^{2}10^{\,\!10^{10^{3,81\times 10^{17}}}}}
- {\displaystyle 10\uparrow \uparrow \uparrow 4=(10\uparrow \uparrow )^{4}1}
- {\displaystyle (10\uparrow \uparrow )^{2}(10\uparrow )^{497}(9,73\times 10^{32})}
- {\displaystyle 10\uparrow \uparrow \uparrow 5=(10\uparrow \uparrow )^{5}1} = ( 10 → 5 → 3 )
- {\displaystyle 10\uparrow \uparrow \uparrow 6=(10\uparrow \uparrow )^{6}1} = ( 10 → 6 → 3 )
- {\displaystyle 10\uparrow \uparrow \uparrow 7=(10\uparrow \uparrow )^{7}1} = ( 10 → 7 → 3 )
- {\displaystyle 10\uparrow \uparrow \uparrow 8=(10\uparrow \uparrow )^{8}1} = ( 10 → 8 → 3 )
- {\displaystyle 10\uparrow \uparrow \uparrow 9=(10\uparrow \uparrow )^{9}1} = ( 10 → 9 → 3 )
- {\displaystyle 10\uparrow \uparrow \uparrow \uparrow 2=10\uparrow \uparrow \uparrow 10=(10\uparrow \uparrow )^{1}01} = ( 10 → 2 → 4 ) = ( 10 → 10 → 3 )
- {\displaystyle 10\uparrow \uparrow \uparrow \uparrow 3=(10\uparrow \uparrow \uparrow )^{3}1} = (10 → 3 → 4)
- {\displaystyle 4\uparrow \uparrow \uparrow \uparrow 4} = ( 4 → 4 → 4 ) {\displaystyle \approx (10\uparrow \uparrow \uparrow )^{2}(10\uparrow \uparrow )^{3}154}
- {\displaystyle 10\uparrow \uparrow \uparrow \uparrow 4=(10\uparrow \uparrow \uparrow )^{4}1} = ( 10 → 4 → 4 )
- {\displaystyle 10\uparrow \uparrow \uparrow \uparrow 5=(10\uparrow \uparrow \uparrow )^{5}1} = ( 10 → 5 → 4 )
- {\displaystyle 10\uparrow \uparrow \uparrow \uparrow 6=(10\uparrow \uparrow \uparrow )^{6}1} = ( 10 → 6 → 4 )
- {\displaystyle 10\uparrow \uparrow \uparrow \uparrow 7=(10\uparrow \uparrow \uparrow )^{7}1=} = ( 10 → 7 → 4 )
- {\displaystyle 10\uparrow \uparrow \uparrow \uparrow 8=(10\uparrow \uparrow \uparrow )^{8}1=} = ( 10 → 8 → 4 )
- {\displaystyle 10\uparrow \uparrow \uparrow \uparrow 9=(10\uparrow \uparrow \uparrow )^{9}1=} = ( 10 → 9 → 4 )
- {\displaystyle 10\uparrow \uparrow \uparrow \uparrow \uparrow 2=10\uparrow \uparrow \uparrow \uparrow 10=(10\uparrow \uparrow \uparrow )^{10}1} = ( 10 → 2 → 5 ) = ( 10 → 10 → 4 )
- ( 2 → 3 → 2 → 2 ) = ( 2 → 3 → 8 )
- ( 3 → 2 → 2 → 2 ) = ( 3 → 2 → 9 ) = ( 3 → 3 → 8 )
- ( 10 → 10 → 10 ) = ( 10 → 2 → 11 )
- ( 10 → 2 → 2 → 2 ) = ( 10 → 2 → 100 )
- ( 10 → 10 → 2 → 2 ) = ( 10 → 2 → {\displaystyle 10^{10}} ) = {\displaystyle 10\uparrow ^{10^{10}}10\!}
- ( 10 → 10 → {\displaystyle 10^{\,\!10^{10^{3,81\times 10^{17}}}}} )
- ( 10 → 10 → 3 → 2 ) = (10 → 10 → (10 → 10 → {\displaystyle 10^{10}}) ) = {\displaystyle 10\uparrow ^{10\uparrow ^{10^{10}}10}10\!}
- ( 10 → 10 → 10 → 2 )
- ( 3 → 3 → 64 → 2 )
- ( 10 → 10 → 64 → 2 )
- Número de Graham
- ( 3 → 3 → 65 → 2 )
- ( 10 → 10 → 65 → 2 )
- ( 3 → 3 → 3 → 3 )
- ( 10 → 10 → 10 → 3 )
- ( 10 → 10 → 10 → 4 )
- ( 10 → 10 → 10 → 10 )
- Número de Rayo

A função Σ do algoritmo do castor ocupado é um exemplo de uma função que cresce mais rápido do que qualquer função computável. Seu valor, mesmo para uma entrada relativamente pequena é enorme. Os valores de Σ (n) para n= 1, 2, 3, 4 são 1, 4, 6, 13. Σ (5) não é conhecida, mas é com certeza ≥ 5093. Σ (6), é, pelo menos, igual ou superior a 4,6 × 101439.
Alguns dos trabalhos de Harvey Friedman também envolvem seqüências que crescem mais rápido do que qualquer função computável.

## Números Infinitos
Apesar de todos estes números acima serem muito grandes, eles ainda são todos finitos. De todas as ciências a matemática foi a que mais contribuiu para o conceito de infinito, e por sua vez números infinitos e números transfinitos.

## Notações
Algumas anotações para números muito grandes:
- Notação de Knuth / hiperoperadores / Função de Ackermann, incluindo tetração
- Notação de seta encadeada de Conway